# Injekcija (medicina)
Injekcija pomeni vbrizganje raztopine zdravila ali rentgenskega kontrastnega sredstva v žilo, mišico, kožo, pod kožo, v sklep oziroma v ožjem pomenu farmacevtsko obliko v obliki sterilne raztopine, emulzije ali suspenzije za parenteralno dajanje zdravilnih učinkovin in pomožnih snovi (v primernem vsebniku, npr. ampuli ali viali), ki se na ta način vbrizga.
Injiciranje se v telo osebe izvede z iglo (običajno podkožno iglo) in brizgo. Injekcija se šteje za obliko dajanja zdravil na parenteralni način, ki se nanaša na načine dajanja, ki ne vključujejo absorpcije v prebavnem traktu. To omogoča hitrejšo absorpcijo zdravila in prepreči učinek prvega prehoda. Obstaja veliko vrst injekcij, ki so običajno poimenovane po telesnem tkivu, v katero se injicira. To vključuje običajne injekcije, kot so subkutane, intramuskularne in intravenske injekcije, pa tudi manj pogoste injekcije, kot so intraperitonealne, intraosealne, intrakardialne, intraartikularne in intrakavernozne injekcije.
Na trgu so brizge za enkratno uporabo in varnostne brizge, injekcijske peresnike, injektorje brez igel, inzulinske črpalke in posebne igle. Hipodermične brizge se uporabljajo s podkožnimi iglami za vbrizgavanje tekočine ali plinov v telesna tkiva ali za odstranjevanje iz telesa. Vbrizgavanje zraka v krvno žilo je nevarno, saj lahko povzroči zračno embolijo; preprečevanje embolij z odstranjevanjem zraka iz brizge je eden od razlogov za znano podobo držanja podkožne brizge, usmerjene navzgor, tapkanja in izločanja majhne količine tekočine pred injiciranjem v krvni obtok.
Cev brizge je narejena iz plastike ali stekla, običajno ima graduirane oznake, ki označujejo prostornino tekočine v brizgi, in je skoraj vedno prozorna. Steklene brizge se lahko sterilizirajo v avtoklavu. Večina sodobnih medicinskih injekcijskih brizg je plastičnih z gumijastim batom, ker ta vrsta veliko bolje tesni med batom in cevjo in ker so dovolj poceni, da se lahko zavržejo po enkratni uporabi, kar zmanjšuje tveganje za širjenje bolezni, ki se prenašajo s krvjo. Ponovna uporaba igel in brizg je med intravenskimi uživalci drog povzročila širjenje bolezni, zlasti HIV in hepatitisa. Tudi diabetiki brizge pogosto ponovno uporabijo, saj potrebujejo več injekcij insulina na dan in v takih okoliščinah redno menjavanje brizg mnogim predstavlja finančno breme. Čeprav brizgo in iglo uporablja samo ena oseba, ta praksa še vedno ni varna, saj lahko vnese bakterije s kože in druge kontaminante v krvni obtok ter povzroči resne in včasih smrtonosne okužbe. V medicinskih okoljih igle in brizge za enkratno uporabo učinkovito zmanjšajo tveganje navzkrižne kontaminacije.
Medicinske brizge se včasih uporabljajo brez igle za peroralno dajanje tekočih zdravil majhnim otrokom ali živalim ali mleka majhnim mladim živalim, ker je odmerek mogoče natančno izmeriti in je lažje brizgati zdravilo v usta osebe, namesto da bi ga prisilili piti iz merilne žlice.